# Liste des entraîneurs et présidents de l'Olympique de Marseille
Voici la liste des présidents et entraîneurs de l'Olympique de Marseille :

## Propriétaires
Le club dispose d’un comité directeur composé d’un président (le président du club), de vice-présidents, de secrétaires et de trésoriers. Ce comité directeur est chargé de diriger l’association, de préparer le budget et d’administrer l’association en faisant appliquer les décisions prises en assemblée générale. L’association ne possède pas de capital social par définition, ainsi l’OM ne compte pas d’actionnaires à proprement parler. Le club marseillais vit en partie grâce aux subventions octroyées par la municipalité et les collectivités territoriales. Il bénéficie à certains moments de son histoire du soutien financier de personnalités économiques locales qui vont le présider.

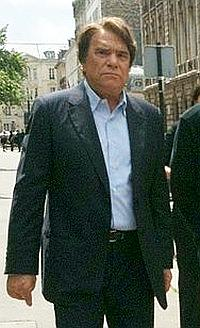
Bernard Tapie a conduit l'OM vers ses plus grands succès en tant que président-propriétaire. Son retour comme directeur sportif n'a cependant pas été une réussite.

En 1986, Gaston Defferre, maire de Marseille, convainc l'entrepreneur Bernard Tapie de reprendre un Olympique de Marseille exsangue financièrement. Il rachète le club marseillais pour un franc symbolique et couvre les 6 millions de dettes du club. Après avoir contribué aux succès de Bernard Hinault et Greg LeMond dans le Tour de France, Tapie souhaite refaire de l'OM un club qui gagne. Pour sa première saison, il recrute ainsi le défenseur international allemand Karl-Heinz Förster, Blaž Slišković, Alain Giresse ou encore Jean-Pierre Papin. Après avoir échoué en finale de la Coupe d'Europe des clubs champions en 1991, il permet à l'OM de remporter la première édition de la Ligue des Champions en battant le Milan AC de Fabio Capello (1-0) le 26 mai 1993.

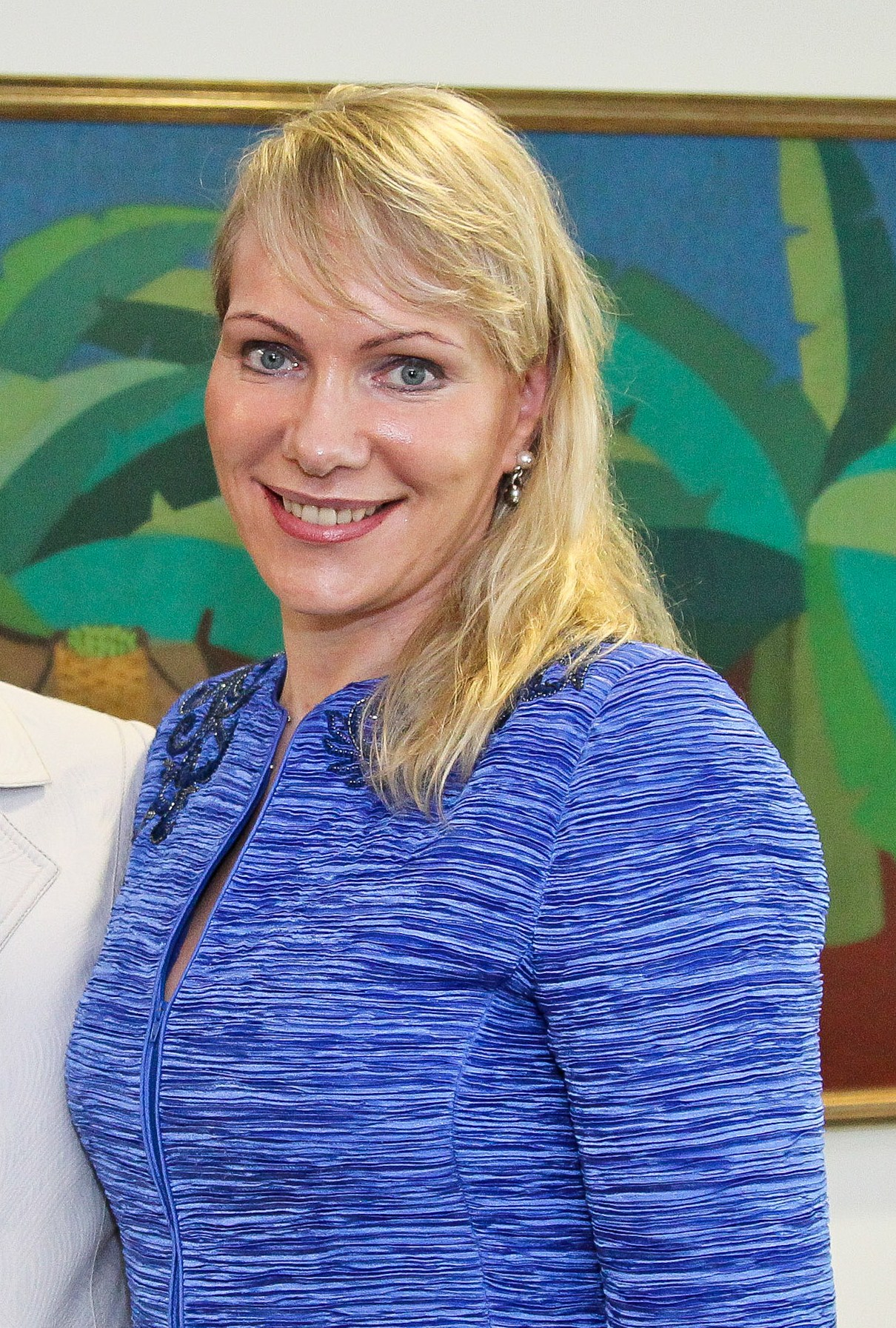
Margarita Louis-Dreyfus hérite de l'Olympique de Marseille en 2009 à la suite de la mort de son mari, Robert Louis-Dreyfus.

C'est en décembre 1996 que l'homme d'affaires franco-suisse Robert Louis-Dreyfus, patron d'Adidas, acquiert le club marseillais, alors géré par la municipalité, pour un montant estimé à 20 millions de francs. À son arrivée, il annonce vouloir faire de l'OM le « Bayern du Sud ». Louis-Dreyfus investit massivement sur le marché des transferts dans le but de constituer un effectif de haut niveau. L'Italien Fabrizio Ravanelli est acheté pour 50 MF tandis que les Français Christophe Dugarry et Robert Pirès sont engagés respectivement pour 30 MF et 60 MF. Près de 300 millions de francs sont alors engagés pour renforcer l'effectif marseillais. En juillet 2009, « RLD » décède des suites d'une leucémie. C'est sa femme Margarita Louis-Dreyfus qui lui succède à la tête du club phocéen. Durant le règne des Louis-Dreyfus, l'Olympique de Marseille remporte un titre de champion de France, trois Coupe de la Ligue et une Coupe Intertoto.

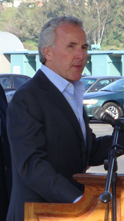
L'homme d'affaires américain Frank McCourt est l'actionnaire majoritaire de l'OM depuis octobre 2016.

Le 13 avril 2016, la propriétaire russe Margarita Louis-Dreyfus décide de mettre en vente officiellement le club marseillais qui connait une saison 2015-2016 très moyenne sur le plan sportif. Le 17 octobre 2016, l’Américain Frank McCourt devient le nouvel actionnaire majoritaire de l'Olympique de Marseille en rachetant pour un montant de 45 millions l'intégralité des parts de la société Eric Soccer qui détient 95,09 % de la SASP Olympique de Marseille. Margarita Louis-Dreyfus devient minoritaire et conserve 4,9 % du capital de la SASP. McCourt annonce vouloir débourser 200 millions d'euros au niveau du recrutement de nouveaux joueurs afin de renforcer un effectif appauvri durant l'été 2016. L'OM dépense 29 millions d'euros pour faire revenir l'international français Dimitri Payet en janvier 2017, 15 millions d'euros sur le Grec Kostas Mitroglou ou encore 19 millions d'euros pour acquérir le défenseur croate Duje Ćaleta-Car.
Le tableau ci-dessous énumère les différents actionnaires majoritaires qui se sont succédé à la tête de l'Olympique de Marseille.
| Période                      | Actionnaire majoritaire                                                                              |
| ---------------------------- | --- |
| avril 1986 - avril 1995      | Bernard Tapie L'OM devient une SAOS                                                                  |
| avril 1995 - décembre 1996   | Collectivités locales (Ville de Marseille, Conseil général, Conseil régional) L'OM devient une SEMSL |
| décembre 1996 - juillet 2009 | Robert Louis-Dreyfus L'OM devient une SAOS puis une SASP,                                            |
| juillet 2009 - octobre 2016  | Margarita Louis-Dreyfus                                                                              |
| octobre 2016 -               | Frank McCourt                                                                                        |

## Présidents
Dès 1921, pour contrer la domination du FC Sète en championnat, l’Italien Marino Dallaporta inaugure pour la première fois dans l’histoire de l’Olympique de Marseille une politique de recrutement fondée sur le vedettariat. En effet, les dirigeants décident d'attirer des joueurs de haut niveau et font venir les internationaux français Boyer et Crut alors amateurs comme tous les footballeurs français à l’époque. En parallèle de leur carrière de footballeur, les deux néo-olympiens sont embauchés par Paul Le Cesne, alors président d’honneur du club, en tant que courtier en grains pour la somme de 1 100 francs par mois.
Marcel Leclerc débarque en 1965 dans un OM au bord du dépôt de bilan dans un club à reconstruire, qui évolue en deuxième division. L'homme de presse, propriétaire d'un journal sportif (But !) amène dans les caisses vides du club un apport financier conséquent et demande en contrepartie à la mairie de Marseille une détaxe pour les matchs au stade Vélodrome et l'octroi d'une subvention. Devant le refus de la municipalité, il quitte le Vélodrome et fait aménager le stade de l'Huveaune où le club évoluera une saison et où il retrouvera l'élite. En 1969, il remporte la Coupe de France et tient sa promesse émise avant la finale en plongeant dans le Vieux-Port. Leclerc fait signer le Suédois Roger Magnusson pour 630 000 francs et obtient le prêt de Josip Skoblar. Il remporte le titre de champion de France en 1971 et rentre dans l'histoire en 1972 en réalisant le premier doublé Coupe-Championnat de l'histoire du club. Mais en juillet 1972, Marcel Leclerc est démis de ses fonctions à la suite de soupçons du comité directeur concernant des malversations comptables au détriment du club, soupçons qui seront confirmés quelques années plus tard par la justice.
En 1974, convaincu que la venue de stars remplit les tribunes du stade et par ricochet les caisses du club, le producteur de films Fernand Méric, né à Marseille, sort le carnet de chèques pour s’offrir les services des Brésiliens champion du monde 1970 Paulo Cézar pour 600 000 dollars et Jairzinho pour 1 250 000 francs.
Après le départ de Norbert d'Agostino, le jeune Christian Carlini devient président du club en décembre 1979 après avoir investi 3 millions de francs dans l'association.
Un dîner à l'ambassade d'URSS en 1985 où étaient présents Gaston Defferre, alors maire de Marseille, ainsi que sa femme et Bernard Tapie, seraient à l'origine de la venue de l'homme d'affaires sur la Canebière en 1986. Tapie impose rapidement sa marque en dirigeant le club de façon omnipotente, ce qui entraîne une valse des entraîneurs (Gérard Banide, Gérard Gili et Franz Beckenbauer en feront les frais), et en ramenant des Jean-Pierre Papin, Karl-Heinz Förster ou encore Alain Giresse. Il décroche quatre titres de champion (1989, 1990, 1991, 1992), une Coupe de France en 1989, perd la finale de Coupe des clubs champions européens à Bari en 1991 mais accédera à la gloire deux ans plus tard à Munich face à l'AC Milan. L’affaire VA-OM viendra stopper et ternir cette épopée.
C'est durant l'année 2005 que Pape Diouf devint président de l'OM sous l'influence de l'actionnaire majoritaire de l'époque, Robert Louis-Dreyfus. En 2006, il est à l'origine d'une décision controversée d'aligner une équipe bis de l'OM face au Paris SG pour le compte de la 30e journée de championnat de Ligue 1. Il avait en effet refusé d'envoyer l'équipe des titulaires, arguant du non-respect par les services de sécurité du PSG des normes de sécurité concernant l'accueil des supporters marseillais au Parc des Princes. Cette décision lui a attiré les foudres d'une partie du public français, de la Ligue de football professionnel et du diffuseur exclusif du championnat, Canal+ ; mais elle lui a aussi permis de faire l'union sacrée autour de lui parmi les supporters olympiens. Ce match se terminera par un inattendu 0-0 au terme d'un match fermé. Sous sa présidence, l'Olympique de Marseille progresse régulièrement dans la hiérarchie française (5e en 2005-2006, puis 2e en 2006-2007, 3e en 2007-2008, et 2e en 2008-2009), en se qualifiant très régulièrement en Ligue des Champions. Il accède également deux fois d'affilée à la finale de la Coupe de France (perdues en 2006 face au Paris Saint-Germain et en 2007 face au FC Sochaux). Le 26 février 2021, l'Espagnol Pablo Longoria devient le président du directoire de l'Olympique de Marseille en lieu et place de Jacques-Henri Eyraud.
Le tableau suivant établit la liste des présidents qui se sont succédé à la tête de l'Olympique de Marseille.
| Période                | Président                  |
| ---------------------- | -------------------------- |
| 1897                   | M. Pouzergue               |
| 1897-1902              | René Dufaure de Montmirail |
| 1902-1905              | Arnold Bideleux            |
| 1905-1908              | Gabriel Dard               |
| 1908-1909              | Arnold Bideleux            |
| 1909-1921              | Paul Le Cesne              |
| 1921-1924              | Marino Dallaporta          |
| 1924-1935              | Gabriel Dard               |
| 1935-1938              | Henry Raynaud              |
| 1938                   | Gabriel Dard               |
| 1938-1945              | Marcel Constant            |
| 1945                   | Pierre Robin               |
| 1945-1951              | Louis-Bernard Dancausse    |
| 1951-1954              | Marcel Constant            |
| 1954-1956              | Louis Aillaud              |
| 1956-1963              | Saby Zaraya                |
| 1963-1965              | Jean-Marie Luciani         |
| 1965-1972              | Marcel Leclerc             |
| 1972 - avril 1974      | René Gallian               |
| avril 1974 - mars 1977 | Fernand Méric              |
| mars 1977 - 1978       | Norbert d'Agostino         |

| Période                        | Président                               |
| ------------------------------ | --------------------------------------- |
| 1978-1979                      | René Gallian                            |
| décembre 1979 - avril 1981     | Christian Carlini                       |
| avril 1981 - juin 1981         | Hamlet Setta                            |
| 1981 - avril 1986              | Jean Carrieu                            |
| avril 1986 - décembre 1994     | Bernard Tapie                           |
| décembre 1994 - janvier 1995   | Pierre Cangioni                         |
| janvier 1995 - février 1995    | Bernard Caïazzo                         |
| février 1995 - juin 1995       | Jean-Michel Ripa                        |
| juin 1995 - juillet 1995       | Jean-Claude Gaudin                      |
| juillet 1995 - septembre 1996  | Jean-Claude Gaudin Jean-Michel Roussier |
| 1996 - septembre 1999          | Robert Louis-Dreyfus                    |
| septembre 1999 - novembre 2000 | Yves Marchand                           |
| novembre 2000 - 2002           | Robert Louis-Dreyfus                    |
| 2002 - janvier 2005            | Christophe Bouchet                      |
| janvier 2005 - juin 2009       | Pape Diouf                              |
| juin 2009 - juin 2011          | Jean-Claude Dassier                     |
| juin 2011 - juillet 2016       | Vincent Labrune                         |
| juillet 2016 - octobre 2016    | Giovanni Ciccolunghi                    |
| octobre 2016 - février 2021    | Jacques-Henri Eyraud                    |
| février 2021 -                 | Pablo Longoria                          |

## Directeurs sportifs
C'est sous la présidence de Louis-Bernard Dancausse que l'Olympique de Marseille se dote pour la première fois d'un directeur sportif en la personne de Robert Boutin qui est nommé durant l'été 1947. En janvier 1971, c'est l'ancien attaquant olympien Mario Zatelli qui devient directeur sportif du club. Il fait venir Gilbert Gress et Ilija Pantelić sur les bords de la Méditerranée.
À l'intersaison 1977, le nouveau président de l'Olympique de Marseille, Norbert d'Agostino, doit faire face à une situation financière difficile et engage une politique de rigueur sur le plan économique. Il choisit de faire revenir celui qui est surnommé « L'Aigle Dalmate » pour occuper la fonction de directeur sportif. Josip Skoblar fait venir son compatriote Ivan Marković sur le banc marseillais. Après une première saison achevée à la quatrième place, le duo n'est plus sur la même longueur d'onde en ce qui concerne des choix techniques. Skoblar quitte alors son poste en décembre 1978.
À son arrivée aux commandes du club marseillais, le président-propriétaire Bernard Tapie intronise Michel Hidalgo, ancien sélectionneur des Bleus et DTN du football français. Après son refus de succéder à Gérard Banide sur le banc de l'OM en août 1988, il est mis de côté par Bernard Tapie. Avant de quitter le club, il travaille de longs mois sur le projet du centre d'entraînement qui sort de terre en juillet 1991. L'ancien défenseur olympien et international français Bernard Bosquier effectue son retour comme directeur sportif pour la saison 1989-1990 après un premier passage à ce poste entre 1979 et 1981,,.
À la suite de la désillusion liée à la défaite de l'OM face au Benfica Lisbonne sur une main de Vata en demi-finale de la Coupe d'Europe des clubs champions, Tapie comprend que le club marseillais manque de poids au niveau européen. Il s'offre les services de Franz Beckenbauer, double Ballon d'or 1972 et 1976, vainqueur de la Coupe du monde en 1974 et en 1990 avec l'Équipe d'Allemagne de l'Ouest, pour occuper le poste de directeur technique. Le « Kaiser » est surpris par les conditions d'entraînement qui, selon lui, ne sont pas « dignes d'un grand club européen ». À cette époque en effet, les joueurs de l'Olympique de Marseille ne disposent pas encore de centre d'entraînement et doivent s'entraîner sur les terrains situés à Luminy, à Saint-Menet ou encore au Cesne. Après une courte expérience sur le banc marseillais, Beckenbauer revient à sa fonction initiale avant de quitter le club à la fin de la saison 1990-1991 après la défaite des Olympiens en finale de Coupe d'Europe des clubs champions face à l'Étoile rouge de Belgrade.
Le début des années 2000 est marqué par une succession de directeurs sportifs avec en particulier le retour de l'ancien propriétaire Bernard Tapie en 2001. En juin 2005, l'actionnaire Robert Louis-Dreyfus désigne l'ancien Minot José Anigo pour occuper la fonction de directeur sportif du club. Durant son mandat achevé en juin 2014, l'OM fait éclore plusieurs talents à l'image de Taye Taiwo, Mathieu Valbuena ou encore Steve Mandanda. De façon éphémère, le Belge Gunter Jacob occupe le poste entre juillet et octobre 2016 avant de laisser sa place à l'Espagnol Andoni Zubizarreta avec le rachat du club par Frank McCourt,. Son bilan est mitigé avec deux principaux échecs concernant le recrutement d'un grand attaquant et son incapacité à vendre les joueurs. De plus, il est régulièrement dépassé par l'influence de Rudi Garcia sur le choix des joueurs lors des différentes périodes de mercatos. À la demande du propriétaire, Jacques-Henri Eyraud choisit ainsi l'Espagnol Pablo Longoria en août 2020 pour remplacer Zubizarreta. Longoria parvient notamment à recruter au poste d'attaquant l'international polonais Arkadiusz Milik ou encore l'international chilien Alexis Sánchez. En mars 2021, Longoria devient président du club : il est remplacé par David Friio jusqu'en novembre 2023. Par la suite, c'est l'ancien Minot Medhi Benatia qui succède à Friio au poste de conseiller sportif dans un premier temps avant de devenir directeur du football en janvier 2025.

### Directeurs sportifs
Le tableau ci-dessous énumère les différents directeurs sportifs qui se sont succédé à l'Olympique de Marseille.
| Période                      | Nom                                     |
| ---------------------------- | --------------------------------------- |
| 1947 - 1948                  | Robert Boutin                           |
| janvier 1971 - mars 1972     | Mario Zatelli                           |
| juillet 1977 - décembre 1978 | Josip Skoblar                           |
| juillet 1979 - juin 1981     | Bernard Bosquier                        |
| juillet 1981 - juin 1985     | Claude Cuny                             |
| juillet 1986 - juin 1989     | Michel Hidalgo                          |
| juillet 1989 - juin 1990     | Bernard Bosquier                        |
| septembre 1990 - juin 1991   | Franz Beckenbauer (directeur technique) |
| juillet 1991 - octobre 1991  | Raymond Goethals (directeur technique)  |
| octobre 1991 - juillet 1993  | Jean-Pierre Bernès                      |
| juillet 1996 - février 2000  | Marcel Dib                              |
| février 2000 - novembre 2000 | Marcel Dib Eric Di Meco                 |

| Période                      | Nom                                   |
| ---------------------------- | ------------------------------------- |
| novembre 2000 - avril 2001   | Jean-Christophe Cano                  |
| avril 2001 - juin 2002       | Bernard Tapie                         |
| juillet 2002 - janvier 2004  | Alain Perrin                          |
| mai 2004 - décembre 2004     | Pape Diouf                            |
| juin 2005 - juin 2014        | José Anigo                            |
| juillet 2016 - octobre 2016  | Gunter Jacob                          |
| octobre 2016 - mai 2020      | Andoni Zubizarreta                    |
| août 2020 - mars 2021        | Pablo Longoria                        |
| mars 2021 - juin 2022        | David Friio (directeur technique)     |
| juin 2022 - novembre 2023    | David Friio                           |
| novembre 2023 - janvier 2025 | Medhi Benatia (conseiller sportif)    |
| janvier 2025 -               | Medhi Benatia (directeur du football) |

## Entraîneurs de l'équipe première
József Eisenhoffer a été joueur à l'Olympique de Marseille mais aussi entraîneur de l'Olympique de Marseille pendant six saisons durant lesquelles il remporta un titre de champion de France en 1937 puis un titre de vainqueur de la Coupe de France en 1938.
En 1964, Mario Zatelli est nommé entraîneur principal du club phocéen, après y avoir évolué en tant que joueur dans les années 1930. À son palmarès d’entraîneur, il compte une remontée en première division en 1966, une Coupe de France en 1969 et un doublé Coupe-Championnat en 1972, obtenus avec en particulier le duo d'attaque Magnusson-Skoblar.
Sa carrière d'entraîneur au sein du club ne fut pas des plus tranquilles, le président Marcel Leclerc l’ayant embauché puis remercié trois fois jusqu’en 1973. Avec Zatelli, l'OM a écrit l'une des plus belles pages de son histoire.
En décembre 1970, Mario Zatelli est limogé et se voit remplacé par le technicien français Lucien Leduc qui remporte avec l'OM un titre de champion de France en 1971. Cependant, la saison suivante, il est à son tour remplacé par Mario Zatelli, son prédécesseur. L'ancien défenseur central de l'OM, Jules Zvunka, a porté à plusieurs reprises le costume de pompier de service au sein du club phocéen. En effet, en 1974, Zvunka évite une relégation du club qui semblait presque inéluctable, puis termine 2e du championnat en 1975 avant de gagner la Coupe de France. Il est rappelé en 1977 pour redresser un OM qui alors enchaînait une série de résultats catastrophiques toutes compétitions confondues avant d'être de nouveau renvoyé. Seize mois plus tard (en décembre 1978), il est appelé à la rescousse pour un troisième sauvetage réussi avec une série de 11 matchs sans défaite.
En 1988, Gérard Gili succède à la surprise générale à Gérard Banide au poste d'entraîneur de l'équipe première et devient le second tacticien de l'ère Tapie. Il opte pour la sobriété et réalise le doublé pour sa première saison alors qu'il n'a aucune expérience au haut niveau. Il échouera en demi-finale de la Coupe d'Europe des Clubs Champions contre Benfica en 1990 à cause de la fameuse main de Vata en toute fin de match. Il reste ensuite cinq ans à la tête du centre de formation de Marseille. Il reviendra sur le banc olympien en 1997, mais sans grand succès,.
Raymond Goethals a notamment mené l'Olympique de Marseille à son titre de champion d'Europe en 1993, devenant ainsi le premier entraîneur à remporter un trophée européen avec un club français de football. Avant d'entraîner l'OM, il a de bons résultats avec l'équipe nationale belge, avec le club bruxellois d'Anderlecht (finale de la Coupe européenne des vainqueurs de coupe en 1977 avant de remporter la compétition l'année suivante, en 1978), avec le Standard de Liège (champion de Belgique en 1982 et 1983), plus une finale européenne, de nouveau avec Anderlecht (nouveau titre de champion de Belgique et deux Coupes de Belgique). En 1990, Raymond Goethals est appelé à Marseille par Bernard Tapie en vue de décrocher la première Coupe d'Europe d'un club français. En 1991, l'OM échoue de justesse en finale de la Coupe d'Europe des clubs champions après la séance des tirs au but, face à l'Étoile rouge de Belgrade. En 1993, il remporte avec son équipe, la finale de la Ligue des champions face au Milan AC, accomplissant là le plus haut fait d'armes de sa carrière,.
En 1997, Rolland Courbis est engagé pour reconstruire l'Olympique de Marseille. Dès sa première saison, il réussit à qualifier le club pour la Coupe UEFA. La saison suivante, l'OM et les Girondins de Bordeaux se disputent le titre jusqu'à la dernière journée, les Girondins terminant vainqueurs et Marseille se qualifie le club pour la Ligue des champions 1999-2000, cinq ans après sa dernière participation. Courbis emmène aussi le club en finale de Coupe UEFA 1998-1999 qu'il perd contre Parme AC.
En septembre 2007, l'entraîneur belge Eric Gerets succède à Albert Emon limogé pour cause de mauvais début de saison, l'OM étant alors dix-septième. Il réussit à faire remonter le club, avec pour son premier match un succès à Anfield contre le Liverpool Football Club et qualifie l'OM pour la Ligue des champions de l'UEFA 2008-2009. La saison suivante, il finit second du championnat et à l'instar de Courbis dix ans plus tôt, il perd le titre à la dernière journée dans un « mano a mano » avec les Girondins de Bordeaux. Il quitte le club en fin de saison.
Il est remplacé à l'été 2009 par Didier Deschamps, capitaine emblématique de l'équipe marseillaise ayant remporté la Ligue des champions en 1993, qui a également entrainé et mené l'AS Monaco en finale de cette même compétition en 2004. Il remporte en tout six compétitions (championnat de France 2010, Coupe de la Ligue 2010, 2011, 2012 et Trophée des champions 2010, 2011). En 2010, il réussit à qualifier l'OM en huitième de finale de Ligue des champions pour la première fois depuis 1999.
La saison suivante, l'OM est quart de finaliste de la Ligue des champions en éliminant l'Inter de Milan en 8e de finale.
Après une saison 2011-2012 très moyenne ponctuée par une dixième place au classement du championnat, Vincent Labrune décide de se séparer de son entraîneur Didier Deschamps qui, dans la foulée, prend en main l'équipe de France. Il choisit le technicien français Élie Baup pour le remplacer. Les hommes de Baup finissent à la deuxième place au terme de la saison 2012-2013. Cependant, à la suite d'une campagne européenne catastrophique ponctuée par zéro point lors de la phase de poules de la Ligue des champions, Baup est substitué en décembre 2013 par José Anigo qui assure l'intérim jusqu'à la fin de la saison et place l'OM en sixième position.
Pour la saison 2014-2015, c'est l'entraîneur argentin Marcelo Bielsa, ancien sélectionneur de l'Argentine et du Chili, qui prend les commandes de l'Olympique de Marseille. Leader de la sixième à la vingtième journée, l'OM rate sa fin de saison et termine quatrième, se qualifiant pour la Ligue Europa 2015-2016. Il démissionne à la surprise générale à la fin du premier match de la saison suivante. Vincent Labrune nomme l'Espagnol Míchel pour succéder à Franck Passi qui s'est chargé de l'intérim après le départ de Bielsa. Après plusieurs mois sans résultats positifs à domicile et une mauvaise position au classement, l'OM se sépare de l'Espagnol et intronise Franck Passi à la tête de l'équipe. Il permet à l'OM de se maintenir en Ligue 1 en terminant à la treizième place puis d'arriver en finale de la Coupe de France, finale perdue face au PSG. Il restera en poste jusqu'à la nomination par les nouveaux dirigeants de l'OM du technicien français Rudi Garcia en octobre 2016. Après deux saisons et demie sur le banc, il annonce son départ en conférence de presse. Il est remplacé par André Villas-Boas qui signe un contrat qui le lie pendant deux ans au club le 28 mai 2019. Le technicien portugais est démis de ses fonctions en février 2021. Après l'intérim d'un mois assuré par Nasser Larguet, c'est l'Argentin Jorge Sampaoli qui est nommé à la tête de l'équipe première de l'Olympique de Marseille. Après la démission surprise de Sampaoli, les dirigeants marseillais choisissent le Croate Igor Tudor pour occuper le poste d'entraîneur. Lors de la saison 2023-2024, Marcelino, Jacques Abardonado (par intérim), Gennaro Gattuso puis Jean-Louis Gasset sont nommés tour à tour sur le banc marseillais. Depuis juin 2024, l'Olympique de Marseille est entraîné par le technicien italien Roberto De Zerbi.
Les tableaux suivants listent l'ensemble des entraîneurs de l'équipe première de l'Olympique de Marseille avec leur pourcentage de victoires sur le banc marseillais toutes compétitions confondues,,.
| Période                       | Entraîneur                   | % victoires |
| ----------------------------- | ---------------------------- | ----------- |
| 1923                          | John McLalhan                | N.C         |
| 1924-1926                     | André Gascard                | N.C         |
| 1926-1927                     | Victor Gibson                | N.C         |
| 1927-1928                     | René Scheibenstock           | N.C         |
| 1928-1930                     | Paul Seitz                   | N.C         |
| 1930                          | Peter Farmer                 | N.C         |
| 1930-1933                     | Charlie Bell                 | 55,2%       |
| 1933-1935                     | Vinzenz Dittrich             | 58,3%       |
| 1935 - octobre 1938           | József Eisenhoffer           | 54,4%       |
| octobre 1938 - 1939           | Willy Kohut André Gascard    | 56,5%       |
| 1939-1941                     | József Eisenhoffer           | 71,4%       |
| juillet 1941 - janvier 1942   | André Gascard                | 0%          |
| janvier 1942 - juin 1942      | Paul Seitz                   | N.C         |
| juillet 1942 - juin 1943      | André Blanc Joseph Gonzales, | 83,3%       |
| juillet 1943 - février 1944   | Laurent Henric               | N.C         |
| février 1944 - juin 1944      | Joseph Gonzales              | 47%         |
| juin 1944 - 1946              | Paul Wartel                  | 40,5%       |
| 1946-1947                     | Jules Devaquez               | 45%         |
| 1947-1949                     | Giuseppe Zilizzi             | 54,1%       |
| 1949-1950                     | Auguste Jordan               | 37,1%       |
| 1950-1954                     | Henri Roessler               | 36,4%       |
| 1954 - février 1956           | Roger Rolhion                | 37,3%       |
| février 1956 - février 1958   | Jean Robin                   | 42,7%       |
| février 1958 - juin 1958      | Giuseppe Zilizzi             | 41,7%       |
| 1958-1959                     | Louis Maurer                 | 15%         |
| 1959 - février 1962           | Lucien Troupel               | 42,6%       |
| février 1962 - juillet 1962   | Otto Glória                  | 58,8%       |
| juillet 1962 - décembre 1962  | Armand Penverne              | 19%         |
| décembre 1962 - juillet 1963  | Luis Miró                    | 34,6%       |
| 1963-1964                     | Jean Robin                   | 43,2%       |
| 1964-1966                     | Mario Zatelli                | 41,7%       |
| 1966 - novembre 1968          | Robert Domergue              | 35,5%       |
| décembre 1968 - décembre 1970 | Mario Zatelli                | 54,4%       |
| janvier 1970 - mars 1972      | Lucien Leduc                 | 59,4%       |
| mars 1972 - juillet 1972      | Mario Zatelli                | 57,1%       |
| 1972 - mars 1973              | Kurt Linder                  | 50%         |
| mars 1973 - août 1973         | Mario Zatelli                | 52,9%       |
| août 1973 - décembre 1973     | Joseph Bonnel                | 35%         |
| décembre 1973 - février 1974  | Fernando Riera               | 40%         |
| février 1974 - 1976           | Jules Zvunka                 | 48,6%       |
| 1976 - février 1977           | José Arribas                 | 36%         |
| février 1977 - juillet 1977   | Jules Zvunka                 | 37,5%       |
| 1977 - décembre 1978          | Ivan Marković                | 42,6%       |

| Période                       | Entraîneur                               | % victoires |
| ----------------------------- | ---------------------------------------- | ----------- |
| décembre 1978 - février 1980  | Jules Zvunka                             | 40%         |
| février 1980 - septembre 1980 | Jean Robin                               | 25%         |
| septembre 1980 - avril 1981   | Albert Batteux                           | 52,6%       |
| avril 1981 - octobre 1984     | Roland Gransart                          | 50,4%       |
| octobre 1984                  | Žarko Olarević                           | 100%        |
| octobre 1984 - juin 1985      | Pierre Cahuzac                           | 33,3%       |
| juillet 1985 - avril 1986     | Žarko Olarević                           | 33,3%       |
| mai 1986 - juillet 1988       | Gérard Banide                            | 49%         |
| août 1988                     | Michel Hidalgo (intérim)                 | 0%          |
| août 1988 - septembre 1990    | Gérard Gili                              | 60,6%       |
| septembre 1990 - janvier 1991 | Franz Beckenbauer                        | 61,1%       |
| janvier 1991 - juillet 1991   | Raymond Goethals                         | 55,6%       |
| juillet 1991 - octobre 1991   | Tomislav Ivić                            | 72,2%       |
| octobre 1991 - juillet 1992   | Raymond Goethals                         | 62,1%       |
| juillet 1992 - novembre 1992  | Jean Fernandez                           | 50%         |
| novembre 1992 - juin 1993     | Raymond Goethals                         | 67,6%       |
| juin 1993 - décembre 1994     | Marc Bourrier                            | 53,1%       |
| décembre 1994                 | Gérard Gili (intérim)                    | 25%         |
| janvier 1995 - juin 1995      | Henri Stambouli Luka Peruzović           | 62,5%       |
| juillet 1995 - septembre 1995 | Henri Stambouli                          | 51,4%       |
| septembre 1995 - mai 1997     | Gérard Gili                              | 49,4%       |
| juin 1997 - novembre 1999     | Rolland Courbis                          | 48,6%       |
| novembre 1999 - juillet 2000  | Bernard Casoni                           | 23,1%       |
| juillet 2000 - novembre 2000  | Abel Braga                               | 31,3%       |
| novembre 2000                 | Albert Emon Christophe Galtier (intérim) | 0%          |
| novembre 2000 - avril 2001    | Javier Clemente                          | 33,3%       |
| avril 2001 - juillet 2001     | Tomislav Ivić                            | 50%         |
| juillet 2001 - août 2001      | José Anigo (intérim)                     | 0%          |
| août 2001                     | Josip Skoblar Marc Lévy (intérim)        | 0%          |
| août 2001 - décembre 2001     | Tomislav Ivić                            | 36,4%       |
| décembre 2001 - juin 2002     | Albert Emon                              | 38,1%       |
| juin 2002 - janvier 2004      | Alain Perrin                             | 49,3%       |
| janvier 2004 - novembre 2004  | José Anigo                               | 39,1%       |
| novembre 2004                 | Albert Emon (intérim)                    | 100%        |

| Période                       | Entraîneur                   | % victoires |
| ----------------------------- | ---------------------------- | ----------- |
| novembre 2004 - juin 2005     | Philippe Troussier           | 34,8%       |
| juin 2005 - mai 2006          | Jean Fernandez               | 47,5%       |
| juin 2006 - septembre 2007    | Albert Emon                  | 45,2%       |
| septembre 2007 - mai 2009     | Eric Gerets                  | 49%         |
| juin 2009 - juillet 2012      | Didier Deschamps             | 50,3%       |
| juillet 2012 - décembre 2013  | Élie Baup                    | 45,9%       |
| décembre 2013 - juin 2014     | José Anigo                   | 38,5%       |
| juin 2014 - août 2015         | Marcelo Bielsa               | 51,2%       |
| août 2015                     | Franck Passi (intérim)       | 0%          |
| août 2015 - avril 2016        | Míchel                       | 34,8%       |
| avril 2016 - octobre 2016     | Franck Passi                 | 40%         |
| octobre 2016 - mai 2019       | Rudi Garcia                  | 48,6%       |
| mai 2019 - février 2021       | André Villas-Boas            | 46,7%       |
| février 2021 - mars 2021      | Nasser Larguet (intérim)     | 22,2%       |
| mars 2021 - juillet 2022      | Jorge Sampaoli               | 53,7%       |
| juillet 2022 - juin 2023      | Igor Tudor                   | 57%         |
| juin 2023 - septembre 2023    | Marcelino                    | 43%         |
| septembre 2023                | Jacques Abardonado (intérim) | 0%          |
| septembre 2023 - février 2024 | Gennaro Gattuso              | 37,5%       |
| février 2024 - mai 2024       | Jean-Louis Gasset            | 47%         |
| juin 2024 -                   | Roberto De Zerbi             | 57%         |

| Rang | Nom                | Matchs | % victoires | Carrière au club                  |
| ---- | ------------------ | ------ | ----------- | --------------------------------- |
| 1    | Mario Zatelli      | 217    | 47,5 %      | 1964-1966 / 1968-1970 / 1972-1973 |
| 2    | Gérard Gili        | 194    | 56,2 %      | 1988-1990 / 1994-1997             |
| 3    | Jules Zvunka       | 167    | 45,5 %      | 1974-1980                         |
| 4    | Didier Deschamps   | 163    | 49,7 %      | 2009-2012                         |
| 5    | Henri Roessler     | 152    | 36,2 %      | 1950-1954                         |
| 6    | József Eisenhoffer | 145    | 57,2 %      | 1935-1938 / 1939-1941             |
| 7    | Jean Robin         | 144    | 39,6 %      | 1956-1958 / 1963-1964 / 1980      |
| 8    | Rudi Garcia        | 142    | 48,6 %      | 2016-2019                         |
| 9    | Roland Gransart    | 141    | 50,4 %      | 1981-1984                         |
| 10   | Rolland Courbis    | 111    | 48,6 %      | 1997-1999                         |

## Entraîneurs de l'équipe réserve
Le tableau ci-dessous énumère les différents entraîneurs de l'équipe réserve de l'Olympique de Marseille.
| Période     | Entraîneur               |
| ----------- | ------------------------ |
| 1950 - 1956 | Jean Robin               |
| 1955 - 1960 | Jean Ravel               |
| 1960 - 1961 | Jean Robin Jean Ravel    |
| 1961 - 1965 | Jean Ravel               |
| 1965 - 1968 | Mario Zatelli Jean Ravel |
| 1968 - 1969 | Mario Zatelli            |
| 1969 - 1970 | Francis Poleschi         |
| 1970 - 1971 | Mario Zatelli            |
| 1971 - 1973 | Roland Merschel          |
| 1973 - 1974 | Jules Zvunka             |
| 1974 - 1977 | Jacques Bonnet           |
| 1976 - 1981 | Lucien Cossou            |
| 1981 - 1988 | Gérard Gili              |
| 1988 - 1993 | Henri Stambouli          |
| 1993 - 1995 | Jean Castaneda           |
| 1995 - 1998 | Georges Prost            |
| 1998 - 1999 | Bernard Casoni           |
| 1999 - 2000 | Georges Prost            |
| 2000 - 2001 | Albert Emon              |

| Période                      | Entraîneur         |
| ---------------------------- | ------------------ |
| 2001 - 2004                  | José Anigo         |
| 2004 - 2004                  | Albert Emon        |
| 2004 - 2005                  | Roland Gransart    |
| 2005 - 2007                  | Christian Larièpe  |
| 2007 - 2010                  | Michel Flos        |
| 2010 - 2012                  | Franck Passi       |
| 2012 - 2014                  | Eric Thiery        |
| 2014 - 2014                  | Régis Beunardeau   |
| 2014 - avril 2016            | Thomas Fernandez   |
| avril 2016 - juin 2016       | Jacques Abardonado |
| 2016 - 2019                  | David Le Frapper   |
| 2019 - 2021                  | Philippe Anziani   |
| 2021 - 2022                  | Maxence Flachez    |
| 2022 - janvier 2023          | Yann Daniélou      |
| janvier 2023 - novembre 2023 | Fabrice Vandeputte |
| novembre 2023                | Miguel Alonso      |
| novembre 2023 - juin 2025    | Jean-Pierre Papin  |
| juillet 2025 -               | Romain Ferrier     |

## Sources
- Laurent Oreggia, Tout (et même plus) sur l'OM, Paris, Hugo et Compagnie, janvier 2009, 128 p. (ISBN 978-2-7556-0326-2), « Annexes », p. 124-127